# Jackie Holmes
Marion Russel Holmes, detto Jackie (Indianapolis, 4 settembre 1920 – Indianapolis, 1º marzo 1995), è stato un pilota automobilistico statunitense.
Prese parte a 3 edizioni della 500 Miglia di Indianapolis tra il 1949 e il 1953.
Tra il 1950 e il 1960 la 500 Miglia faceva parte del Campionato Mondiale, per questo motivo Holmes ha all'attivo anche due Gran Premi.
Holmes è stato sepolto nel cimitero di Floral Park a Indianapolis.

## Risultati in Formula 1
| 1950 | Scuderia   | Vettura       |  |  |    |  |  |  |  |  |  | Punti | Pos. |
| ---- | ---------- | ------------- |  |  | -- |  |  |  |  |  |  | ----- | ---- |
| 1950 | Norm Olson | Olson Special |  |  | 23 |  |  |  |  |  |  | 0     |      |

| 1951 | Scuderia       | Vettura |  |    |  |  |  |  |  |  |  | Punti | Pos. |
| ---- | -------------- | ------- |  | -- |  |  |  |  |  |  |  | ----- | ---- |
| 1951 | Richard Palmer | Adams   |  | NQ |  |  |  |  |  |  |  | 0     |      |

| 1953 | Scuderia                                           | Vettura                           |  |     |  |  |  |  |  |  |  | Punti | Pos. |
| ---- | -------------------------------------------------- | --------------------------------- |  | --- |  |  |  |  |  |  |  | ----- | ---- |
| 1953 | Lubri-Loy/3-L Racing Team Merkler Machine Works NQ | Kurtis Kraft 3000 Kurtis Kraft NQ |  | Rit |  |  |  |  |  |  |  | 0     |      |

| Legenda | 1º posto     | 2º posto | 3º posto    | A punti         | Senza punti/Non class.  | Grassetto – Pole position Corsivo – Giro più veloce |
| Legenda | Squalificato | Ritirato | Non partito | Non qualificato | Solo prove/Terzo pilota | Grassetto – Pole position Corsivo – Giro più veloce |